# Phlebotomized
Phlebotomized – holenderski zespół muzyczny grający awangardowo-progresywny-techniczny death metal.

## Życiorys
Geneza zespołu sięga roku 1989. W Spijkenisse oraz Rozenburg z inicjatywy Toma (gitara), Patricka (gitara basowa), oraz Lawrence'a – (perkusja), powstał zespół „Bacterial Disease”, a następnie zmieniono nazwę na Phlebotomized. Początkowo zespół preferował death-metal i grindcore (demo z trzema utworami nagrane w 1990 r.), rychło otworzył się na wprowadzanie elementów melodyjnych i nietypowych dla głównych tendencji w ówczesnym metalu. Zespół wydał wówczas EP In Search of Tranquility. U schyłku roku 1990 do zespołu dołączyli Barry Schuyer (wokal), Ben Quak (instrumenty klawiszowe), w 1991 skład zasilił Jordy Middelbosch (gitara). Kolejny rok zaowocował nagraniem w Vlaardingen materiału do dema Devoted of God wydanego tego samego roku m.in. przez Carnage Records i MMI Records. Również w 1992 roku zespół ponownie wstąpił do studia, nagrywając materiał złożony z 5 utworów, które znalazły się w minialbumie Preach Eternal Gospels wydanym przez Cenotaph Records oraz MMI Records. W sesji nagraniowej wziął udział Maarten (skrzypce), który niebawem został siódmym członkiem Phlebotomized. Wówczas septet ten znany był na całym świecie, dzięki pochlebnym recenzjom mini-albumu w prasie, zarówno podziemnej jak oficjalnej. Zespół zagrał szereg koncertów (supportował m.in. Therion i Samael). Na przełomie lat 1993 i 1994 wokalistą grupy w miejsce Barry'ego Schuyea został Dennis Geestman. Zespół podpisał kontrakt z holenderską wytwórnią Cyber Records. W Beaufors Studio w Bovenkarspel zespół nagrał kolejny materiał, który znalazł się na debiutanckim albumie Immense Intense Suspense wydanym we wrześniu 1994. W 1994 i 1995 roku zespół grał liczne koncerty (u boku m.in. Polluted Inheritance, Celestial Season, Evisceration, Nembrionic, Obtruncation, The Gathering), głównie na terenie Niderlandów. Latem 1996 roku powstał kolejny album Skycontact. Towarzyszyły temu liczne personalne przetasowania, które wpłynęły na dalszy los zespołu. Nadto Skycontact nie zyskał tak szerokiego odbioru i wysokiego uznania jak poprzedni album. Zespół rozpadł się. Koncert w Roermond dnia 17 października 1997 był ostatnim. Odtąd muzycy grali w niezależnych projektach, zespołach (m.in. Harbour 81, She Shall, Held) o rozmaitych kierunkach muzycznych.
W roku 2012, po 15 latach nieaktywności, grupa postanowiła wznowić działalność artystyczną. Impulsem reaktywacji była 20 rocznica wydania dema Devoted to God. W latach 2013 oraz 2014 zespół dokonał reedycji w postaci dwóch kompilacji: Devoted to God/Preach Eternal Gospels oraz Immense, Intense, Suspense/Skycontact

## Styl
Początkowo, jeszcze jako „Bacterial Disease” muzyka oscylowała wokół thrash-metal i przede wszystkim grindcore i brutalnego death-metalu, z wpływami zespołów m.in. Morbid Angel Napalm Death i Carcass. Pod nazwą Phlebotomized zespół obrał inny kierunek, oparty na szeroko rozumianym death-metalu, z otwarciem się na kolejne inspiracje (m.in. debiutanckie albumy Autopsy, Paradise Lost, Atheist), co miało wpływ na poszerzenie stylistycznych horyzontów. Dzięki eksperymentom zespół dokonał oryginalnej syntezy typowej dla death-metalu brutalności z melodią nadto kolejnymi eksperymentami polegającymi na budowaniu skomplikowanych struktur utworu, wprowadzanie rozmaitych akcentów i smaczków niebędących przymiotami death-metalu a także metalu. Inną cechą stylistyczną Phlebotomized są zróżnicowane dysonansy muzyczne, np. kontrastowanie partii typowych dla brutalnego death-metalu z motywami charakterystycznych dla rocka, jazzu, muzyki klasycznej etc. Zakres wokalny opiera się zarówno na growlach jak klasycznym śpiewie, z uwzględnieniem wokali wspierających.

## Skład

### Aktualny skład zespołu
- Carl Assault – wokal
- Tom Palms – gitara, wokal
- Jordy Middelbosch – gitara, wokal
- Patrick van Der Zee – gitara basowa, wokal
- Bastiaan Boekesteijn – instrumenty klawiszowe, gitara akustyczna
- Maarten Post – skrzypce
- Gerben Mol – instrumenty perkusyjne

### Byli członkowie
- Lawrence Payne – instrumenty perkusyjne, wokal (1989–1997)
- Barry Schuyer – wokal (1990–1993)
- Ben Quak – instrumenty klawiszowe (1990–1997)
- Dennis Geestman – wokal (1994–1997 i 2013)
- Jaro Stulrajter – gitara basowa, skrzypce (1995–1996)
- Peter Verhoef – gitara (1996–1997)
- Ivar Vennekes – gitara basowa (1997)

## Dyskografia
- In Search of Tranquility EP, 1992
- Devoted to God Demo, 1992
- Preach Eternal Gospels EP, 1993
- Immense, Intense, Suspense LP, 1994
- Skycontact LP, 1997
- Deformation of Humanity LP, 2019